# Сражение при Эспинильо (1893)
Сражение при Эспини́льо (исп. Combate naval de El Espinillo) — сражение на реке Парана между кораблями лоялистов и повстанцев во время Радикальной революции 1893 года в Аргентине. Завершилось победой проправительственных сил. Одно из последних морских сражений, в котором участвовали броненосцы береговой обороны и мониторы.

## Предыстория
В 1893 году в Аргентине началось масштабное восстание против действующего правительства сторонников социал-демократической партии «Гражданский радикальный союз». Восставшие требовали проведения всеобщих выборов, гражданского контроля над военными, защиты прав рабочих и среднего класса. В течение весны-лета значительная часть территории страны была охвачена вооруженными выступлениями радикалов, которым удалось установить контроль над некоторыми провинциями.
В ходе восстания на сторону радикалов перешёл ряд армейских подразделений, включая и некоторые корабли военно-морского флота. Сильнейшим из них был мореходный монитор ARA Los Andes, построенный в 1874 году в Великобритании. 24 сентября, этот корабль был направлен вверх по реке Парана с целью доставки снаряжения правительственным войскам, однако 26 сентября экипаж монитора восстал и перешёл на сторону радикалов.
Осознавая значительную опасность, которую действующий в реке монитор мог создать для коммуникаций правительственных войск, лоялистское командование аргентинского флота направило вверх по реке боевые корабли — броненосец береговой обороны «Индепенденсия» и торпедно-канонерскую лодку «Эспо́ра» — чтобы захватить или уничтожить мятежный корабль.

## Соотношение сил

### Лоялисты
Крупнейшим кораблем лоялистов был броненосец береговой обороны «Индепенденсия». Построенный в 1892 в Великобритании, этот корабль был одним из двух сильнейших кораблей во всем флоте Аргентины. Полное водоизмещение «Индепенденсии» составляло 2330 тонн; она развивала скорость до 14,2 узлов. Броня «Индепенденсии» была изготовлена из стали. Пояс броненосца закрывал цитадель и имел сплошную толщину 200 мм, барбеты от 152 мм и до 200 мм. Вращающиеся части башенных установок были защищены 120-мм броней.
Броненосец был вооружён двумя 234-мм 35-калиберными орудиями Армстронга, по одному в носовой и кормовой башенных установках. Четыре скорострельные 120-мм пушки были установлены побортно в открытых щитовых установках. Дополнительно корабль был вооружён тремя 3-фунтовыми пушками для обороны от миноносцев и имел два 457-мм торпедных аппарата.
Второй боевой единицей лоялистов была торпедно-канонерская лодка «Эспора», водоизмещением в 520 тонн. Построенная на верфи Лэрда в Британии, она развивала скорость до 19,4 узлов и была вооружена пятью 381-мм поворотными торпедными аппаратами. Артиллерийское вооружение состояло из двух 76-мм пушек, одного 8-фунтового и двух 3-фунтовых орудий.

### Радикалы
Единственным кораблем под контролем радикалов был мореходный монитор «Лос-Андес». Он был заказан в Великобритании в 1872 году, и вступил в строй в 1874. После девятнадцати лет службы он считался устаревшим кораблем, но все ещё боеспособным.
Полное водоизмещение монитора «Лос-Андес» составляло 1500 тонн. Он развивал ход не более 9,5 узлов и был типичным для 1870-х низкобортным броненосным кораблем береговой обороны, имевшим всё вооружение в единственной вращающейся башне в центре корпуса. Для улучшения мореходности корабль имел узкий полубак, полуют и навесную палубу поверх них; тем не менее, его орудия могли вести погонный огонь, пусть и с риском повреждения носовых конструкций. Надводный борт «Лос-Андес» был целиком защищён броневым поясом из кованого железа, толщиной от 152 мм в центре и до 102 мм в оконечностях. Башня была защищена 203-229-мм броневыми плитами и опиралась на броневой бруствер, защищённый 203-мм плитами.
Корабль был вооружён двумя 200-миллиметровыми казнозарядными нарезными орудиями Армстронга во вращающейся башне. Орудия эти уже устарели и имели небольшую длину ствола. Вспомогательное вооружение состояло из двух 120-мм нарезных не скорострельных орудий, двух 9-фунтовых, двух 3-фунтовых и четырёх 1-фунтовых орудий Норденфельта, предназначенных для борьбы с миноносцами.

## Ход боя
Бой произошёл 29 сентября. В 11.25 артиллеристы «Лос-Андеса» с дистанции в 4 километра выстрелили по «Эспоре» из своих 200-мм тяжёлых орудий. Оба снаряда не попали в цель. В ответ торпедно-канонерская лодка увеличила скорость и двинулась вперед, стреляя по мятежному монитору из своих 76-мм орудий Норденфельта и угрожая пустить в ход торпеды. Монитор дал ещё два залпа по «Эспоре» и снова промахнулся.
Тем временем «Индепенденсия» сумела обойти отмели и показалась из-за поворота реки менее чем в четырёх километрах от монитора, открыв по мятежникам огонь из своих тяжёлых 234-мм орудий. Не рискуя ввязываться в бой с более сильным противником, «Лос-Андес» начал отходить, ведя ответный огонь. Перестрелка между тяжёлыми кораблями продолжалась около часа; при этом, «Индепенденсия» была обстреляна береговой батареей радикалы у порта Росарио.
В 12.32 «Лос-Андес» укрылся на рейде Росарио, спрятавшись за иностранными торговыми судам и тем самым завершил сражение. Он сделал всего 17 выстрелов за весь бой, в то время как его противники — 356 из всех калибров. Монитор получил ряд повреждений, включая одну пробоину на уровне ватерлинии, оставленную 234-мм снарядом «Индепенденсии».

## Результаты
Не имея более возможности вести бой, радикалы в 21.30 послали лейтенанта Херардо Балотте на переговоры с командующим правительственной эскадрой. Капитан «Индепенденсии» потребовал капитуляции мятежного монитора в течение двух часов, угрожая в противном случае возобновить атаку. Повстанцы попытались тянуть время, но в 1.30 «Индепенденсия» вошла на рейд порта, наведя орудия на «Лос-Андес» и потребовала немедленной сдачи монитора.
Не видя выхода из ситуации, капитан монитора спустил флаг и сдался. Правительственные моряки заняли корабль и при этом обнаружили, что из-за пробоины тот держался на плаву только за счет работы насосов. Во избежание затопления корабля, его отвели на отмель. Вскоре после этого порт Росарио капитулировал со всем оставшимся гарнизоном. Это был конец восстания.